# Triphleba schmitzi
Triphleba schmitzi är en tvåvingeart som beskrevs av Rudolf Beyer 1958. Triphleba schmitzi ingår i släktet Triphleba och familjen puckelflugor.
Artens utbredningsområde är Myanmar. Inga underarter finns listade i Catalogue of Life.